# Sesamum indicum

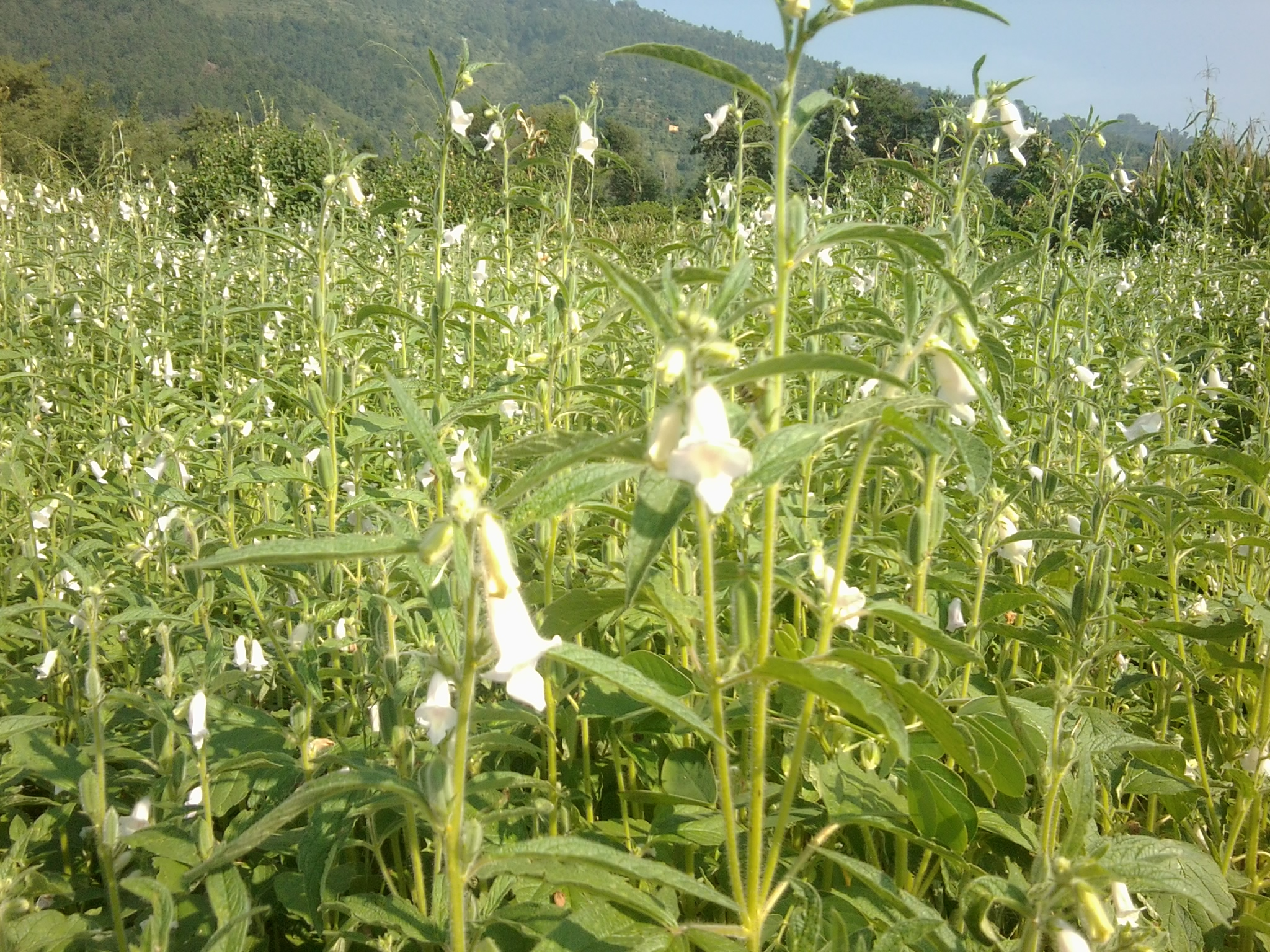
Sésamo en el valle de Panchkhal, Nepal.

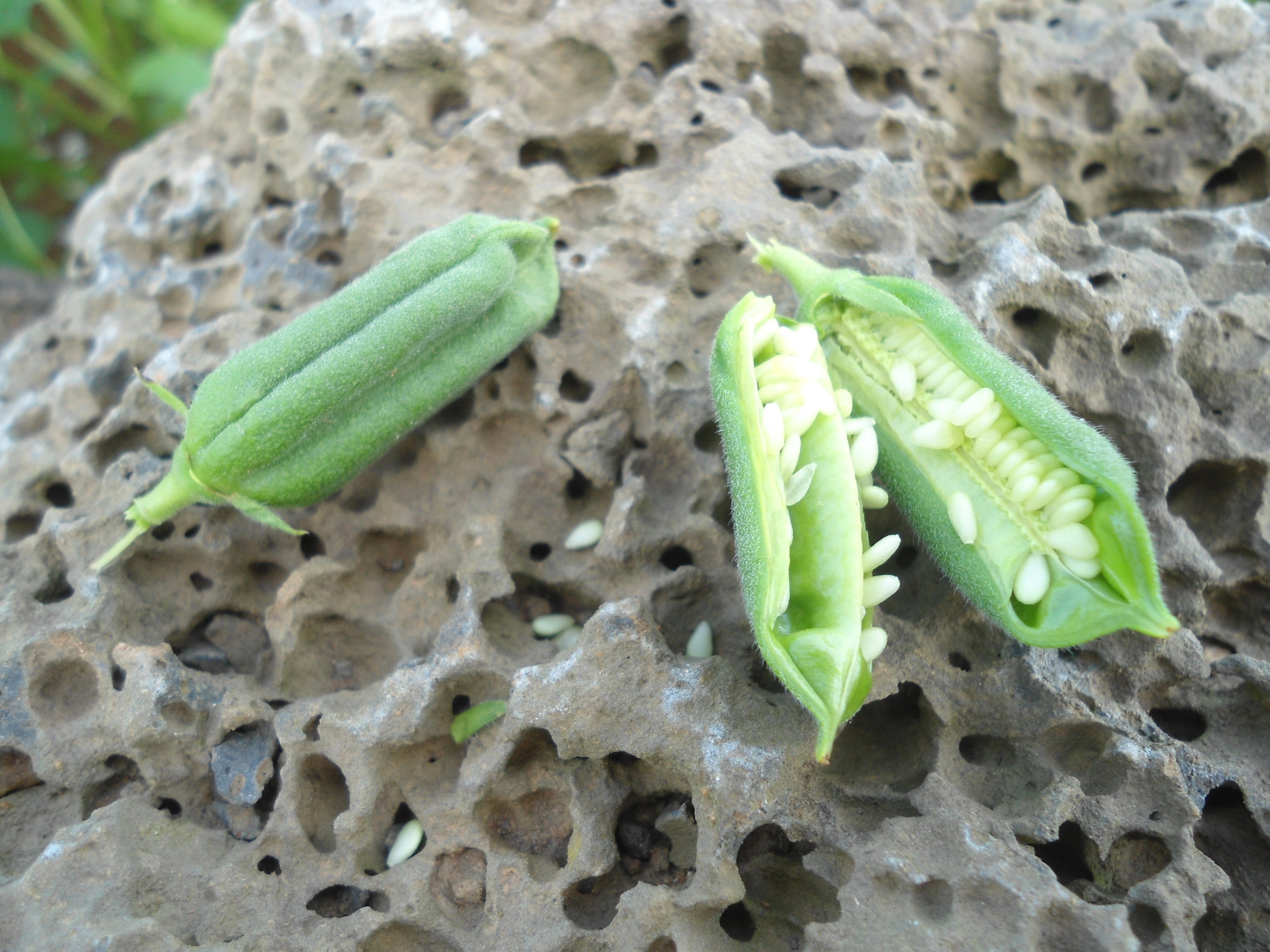
Cápsulas inmaduras.

El Sesamum indicum es una planta del género Sesamum cuyas semillas, conocidas popularmente como anjolí, ajonjolí o sésamo, son comestibles. La planta es cultivada por sus semillas ricas en óleos, que se emplean en gastronomía, como en el pan para hamburguesas. También es usado para hacer dulces como la halva.
La semilla de sésamo es uno de los cultivos de semillas oleaginosas más antiguos que se conocen, domesticado hace más de tres mil años. El sésamo tiene muchas otras especies, la mayoría silvestres y nativas del África subsahariana. S. indicum, el tipo cultivado, se originó en la India.

## Etimología
La palabra sésamo proviene del latín sesămum, y este del griego σήσαμον sḗsamon, que a su vez se derivan de antiguas lenguas semíticas, por ejemplo, acadio šamaššamu. De estas raíces, se derivaron palabras con el significado generalizado "óleo, grasa líquida"

## Descripción
Son hierbas que alcanzan un tamaño de hasta 1,50 m de alto, ramificadas o no. Hojas basalmente alternadas y disminuyendo de tamaño hacia el ápice, ovadas a linear-lanceoladas, ápice agudo, base redondeada angostamente cuneada, dentadas o enteras; pecíolos acanalados, los inferiores hasta 1 cm de largo, los superiores hasta 8 cm de largo. Flores solitarias en las axilas; sépalos connados solamente en la base, lineares, de 5 a 8 mm de largo, algo carnosos, ebracteolados; corola oblicuamente campanulada, blanca, negro, zambo, rosada o rosa viejo, néctar o estigmas amarillo pálidos o ausentes, lóbulos no manchados; cuatro estambres, estaminodios ausentes. Fruto una cápsula oblongo-cuadrangular, café-amarillenta, no pectinada, dehiscente, con dos rostros terminales de 3 a 5 mm de largo; semillas numerosas, obovadas, negras, cafés o blancas, testa brillante.

## Distribución y hábitat
El sésamo es originario de la India y de África, desde donde llegó a América transportada por los españoles. La gente utilizaba sus semillas para espesar y dar sabor a gran variedad de platos. En los estados sureños de EE. UU. y en el Caribe, los esclavos africanos lo conocían mayormente por su nombre en lengua mandé: benne.

## Composición nutricional
Las semillas de sésamo poseen una elevada cantidad de proteínas, además de ser ricas en metionina, un aminoácido esencial. Las grasas que contiene son insaturadas, consideradas más beneficiosas que las saturadas, lo que junto a su contenido de lecitina y fitoesteroles las convierte en un alimento que contribuye a reducir el nivel de colesterol sanguíneo. Igualmente son destacables sus muy altos niveles de calcio (que interviene en la formación de huesos y dientes), de hierro (que desempeña numerosas e importantes funciones en el organismo), así como de zinc (mineral que participa en el metabolismo de los hidratos de carbono, las grasas y las proteínas, e incluso previene la impotencia masculina). Aproximadamente, cien gramos de semillas de sésamo crudo, contienen y aportan:
- 598 calorías (kcal)
- 16,9 g de proteínas
- 58 g de ácidos grasos insaturados
- 670 mg de calcio
- 10 mg de hierro
- 5 mg de zinc

Además de vitaminas de los grupos B y E.
También contienen lignano, incluyendo la sesamina, un fitoestrógeno con propiedades antioxidantes. Entre los aceites comestibles de seis especies, el de sésamo tiene el mayor contenido antioxidante.
Para absorber los nutrientes de las semillas de sésamo es imprescindible tostarlas[cita requerida] y triturarlas (con un suribachi o molinillo de café), pero sin llegar a molerlo por completo (el puré de sésamo no tiene tantas propiedades y es indigesto).[cita requerida] De lo contrario, se expulsan del organismo sin digerir.
Las semillas de sésamo poseen también buenas cantidades de fibra, por lo que su consumo resulta beneficioso para la regulación de la función intestinal.
Las mujeres de la antigua Babilonia comían halva, una mezcla de miel y semillas de sésamo, para prolongar su juventud y belleza; y los soldados de Roma hacían lo mismo para aumentar su fortaleza y energía.

## Comercialización
Éstas pueden estar ya incluidas en productos como el pan tostado o las galletas de sésamo, o bien pueden añadirse a gran variedad de platos. Resultan exquisitas en ensalada y en platos de pasta o arroz, gracias al peculiar sabor y textura que presentan. En España, Italia, Francia, Grecia y en el Cercano Oriente es común el consumo del sésamo espolvoreado sobre tortas de aceite o rosquillas como las llamadas taralli o koulourakia, pasteli o simit, así como en la baklava; por otra parte, con sésamo se confecciona uno de los aliños principales de la comida del Mediterráneo Oriental, la tahina. En el Medio Oriente el sésamo es componente principal del plato conocido como Halva, en Japón del goma-dofu, en China de los bollos llamados din deui o matuan y en Vietnam del báh hrán.
Cerca de un tercio del sésamo importado por EE. UU. de México es adquirido por McDonald's para usar en comidas (The Nut Factory 1999).
Otro de los modos más frecuentes de encontrarlo es en aceite. Este se obtiene a partir del prensado en frío de las semillas. Conviene tener en cuenta que para poder aprovechar todas las propiedades que posee el aceite de sésamo es importante comprarlo sin refinar.
Existen muy diversas formas de incluir el sésamo en la dieta, como por ejemplo en forma de tahini, una pasta de sésamo de consistencia cremosa muy sencilla de preparar, en forma de gomashio, nombre que recibe la sal de sésamo, o como salsa de sésamo, apta para acompañar casi cualquier tipo de alimento gracias a su suave y agradable sabor.

## Producción mundial
| Principales productores de sésamo (2018) (toneladas) | Principales productores de sésamo (2018) (toneladas) |
| ---------------------------------------------------- | ---------------------------------------------------- |
| Sudán                                                | 981.000                                              |
| Birmania                                             | 768.858                                              |
| India                                                | 746.000                                              |
| Nigeria                                              | 572.761                                              |
| Tanzania                                             | 561.103                                              |
| China                                                | 431.500                                              |
| Etiopía                                              | 301.302                                              |
| Burkina Faso                                         | 253.936                                              |
| Sudán del Sur                                        | 206.522                                              |
| Chad                                                 | 172.539                                              |

Fuente

## Usos
Actualmente, las semillas de sésamo son una de las semillas oleaginosas más utilizadas en la cocina y repostería internacional, sobre todo en la oriental. Se emplea frecuentemente en la cocina como una especia de acompañamiento de platos, y como producto elaborado se utiliza como aceite de sésamo, muy frecuente en la cocina asiática. El sésamo se emplea como alimento de las larvas de algunas especies de Lepidopteras como Agrotis segetum. Este alimento es una buena fuente de magnesio y no contiene gluten. Se usa para sushi, ensaladas y algunas variedades de pan.

## Familia
Pedaliáceae es una familia de plantas de fanerógamas clasificada en el orden Lamiales. Se caracterizan por tener pelos mucilaginosos en tallos y hojas que le dan una sensación fangosa o húmeda, tienen a menudo, frutos con ganchos y se parecen a las semillas de los ajíes y pimentones

## Origen
Esta planta es muy cultivada en los países de Oriente Medio y en la India, de donde es originario. Planta herbácea que alcanza hasta 1,50 m de altura. Cultivado en campos cerca de los ríos. Los niveles de producción son altos en la India y en el Oriente Medio. Una planta de sésamo de 60 cm puede llegar a tener entre ocho y dieciséis semillas (aproximadamente), pero si alcanza los 1,5 m puede llegar a tener entre diez y treinta y cinco semillas (aproximadamente).

## Taxonomía
Sesamum indicum fue descrita por Carlos Linneo y publicado en Species Plantarum 2: 634. 1753.
indicum: epíteto geográfico que alude a su localización en el Océano Índico.
Sinonimia
- Dysosmon amoenum Raf.
- Sesamum africanum Tod.
- Sesamum occidentalis Heer & Regel
- Sesamum oleiferum Sm.
- Sesamum orientale L.
- Volkameria orientalis (L.) Kuntze[11]

### Nombres vernáculos
- sésamo, ajonjolí, ajonjolín, ajonjulí, aljonjolé, aljonjolí, jonjolé, Jjonjolí, haholí, jijirí, ejonjilí.
- ajonjolí, alegría, sésamo.[12]